# Kals am Großglockner
Kals am Großglockner település Ausztriában, Tirolban a Lienzi járásban található. Területe 180,54 km², lakosainak száma 1 209 fő, népsűrűsége pedig 6,7 fő/km² (2014. január 1-jén). A település 1324 méteres tengerszint feletti magasságban helyezkedik el.

## Fordítás
- Ez a szócikk részben vagy egészben  a   Kals am Großglockner című angol Wikipédia-szócikk ezen változatának fordításán alapul.  Az eredeti cikk szerkesztőit annak laptörténete sorolja fel. Ez a jelzés csupán a megfogalmazás eredetét és a szerzői jogokat jelzi, nem szolgál a cikkben szereplő információk forrásmegjelöléseként.